# 복잡계
복잡계(複雜系, 영어: complex system, complexity system)는 완전한 질서나 완전한 무질서를 보이지 않고, 그 사이에 존재하는 계로써, 수많은 요소들로 구성되어 있으며 그들 사이의 상호작용에 의해 집단성질이 떠오르는 다체 문제이다. 최근 자연과학 및 사회과학에서 활발히 연구되고 있다. 물리적, 생물학적, 사회학적 대상을 수학적으로 분석하는 것이 복잡계 과학의 목적이다. 독일의 막스플랑크 연구소와 미국의 산타페 연구소가 복잡계 과학 연구로 유명하다.

## 물리학적 복잡계
물리학에서는 통계역학을 이용해서 다체 문제의 협동현상을 탐구한다. 전통적인 물리학적 복잡계 중 대표적으로 많이 연구되어 온 것이 스핀 글라스(spin glass)이다. 스핀유리는 비자성체에 자성을 띈 불순물을 섞은 계로서 무질서가 있고 스핀, 즉 자기모멘트 사이에 쩔쩔매는 서로작용이 있다. 강자성 바꿈상호작용과 반강자성 바꿈상호작용의 경쟁이 있으면 모든 스핀 사이의 상호작용 에너지를 최소로 할 수 없어서 쩔쩔매게 된다. 이렇게 쩔쩔맴이 있으면 모든 상호작용 에너지가 최소화되지 못하여 무수히 많은 비슷한 상태들이 가능해져 계의 바닥상태는 아주 많이 겹치게 된다. 또한 낮은 온도에서는 스핀들이 마구잡이 방향으로 정렬하여 얼어버리는 새로운 종류의 정돈 상태를 가지게 된다. 이러한 스핀 글라스는 복잡계의 한 규범의 역할을 한다고 할 수 있다. 유사한 성질의 계로 강유전체에서의 쌍극자유리(dipole glass), 초전도계에서 소용돌이유리(vortex glass) 및 게이지유리(gauge glass), 전자계에서 전하유리(charge glass) 등이 있다. 이러한 것들의 대표적인 계로 초전도 배열이 있다. 초전도 배열에서의 상전이 및 물리현상의 이해는 복잡계로 가는 길목이라 할 수 있다. 평형 및 비평형 성질은 복잡계의 성질 이해에 길잡이 역할을 한다.
물리학적 복잡계는 강하게 상호연결(strongly correlated)된 계를 다룬다. 그 예로는 자기효과를 설명하는 이징 모형이 있고, 주로 임계현상을 연구한다. 최근 물리학적 복잡계의 한 예로 네트워크 이론이 다양한 분야에 적용되며 활발히 연구되고 있다.

## 경제학적 복잡계
수많은 사람들이 서로 영향을 주고받으며 살아가는 사회는 대표적인 복잡계이다. 수많은 경제 행위자의 상호작용을 바탕으로 작동하는 주식 시장 등 다양한 금융 시장도 복잡계의 좋은 예이다. 복잡계 연구의 방법을 사회현상에도 적용하여 사회를 개개인들이 모여서 이루는 집단으로 간주하고, 그 개개인들이 서로 상호작용하여 이루어내는 협동현상이 바로 그 사회의 집단적 성질을 만들어 낸다는 관점에서 경제 현상을 비롯한 다양한 사회 현상을 이해하려 노력한다사회현상에서의 복잡계</ref>. 한 예로 계를 이루고 있는 많은 개체들이 서로 상호작용하는 현상을 다루는 행위자 기반 모형(Agent-based model)이 있다.

## 생명현상에서의 복잡계
생명현상도 복잡계로 생각할 수 있다. 생명체는 세포로 이루어져 있고 세포는 많은 수의 단백질 분자 등으로 이루어진 것인데, 생명체의 구성원인 분자 하나하나에 대해 생명현상을 이야기할 수는 없다. 하지만 수많은 분자들이 모여서 형성한 세포라고 하는 다체 문제에서는 생명이라고 부르는 신비로운 현상이 생겨나게 된다. 이처럼 협동현상에 의해 나타나는 집단성질은 구성원 하나하나의 성질과는 관계없이 새롭게 생겨난다는 점을 강조해서 떠오르는 성질, 즉 창발(emergent property)이라고 부른다.

## 참고자료
1. 1 2 3  최무영; 박형규. “복잡계의 개관” (PDF). 《물리학과 첨단기술》 (2007년 10월). 2018년 4월 15일에 원본 문서 (PDF)에서 보존된 문서. 2018년 4월 15일에 확인함.

## 같이 보기
- 창발
- 네트워크 이론
- 복잡계네트워크
- 한국복잡계학회
- 자기조직화 임계성(영어판)
- 미학
- 생체모방
- 브라질 땅콩 효과